# 아인 (만화)
아인(일본어: 亜人)은 사쿠라이 가몬 작화의 일본 만화 시리즈이다. 고단샤의 청년 만화 잡지 굿! 애프터눈을 통해 2012년 7월부터 2021년 2월까지 연재되었으며 총 17권으로 모였다. 북아메리카에서는 버티컬(Vertical)이 라이선스를 받아 영어로 출시되었다.
폴리곤 픽처스에 의해 2015년 11월부터 2016년 9월까지 3D 애니메이션 영화로 각색되었다. 애니메이션 TV 시리즈 각색도 폴리곤 픽처스가 맡았으며 2016년 1월부터 2016년 4월까지, 시즌 2는 2016년 10월부터 12월까지 방영되었다. 실사 영화판은 2017년 9월 개봉하였다.